# Monster (film, 2018)
Pour les articles homonymes, voir Monster.
Pour plus de détails, voir Fiche technique et Distribution.
Monster est un film de procès américain réalisé par Anthony Mandler, sorti en 2018.

## Synopsis
Steve Harmon, un adolescent de 17 ans venant d'Harlem, étudiant dans une école prestigieuse, est accusé de meurtre.

## Fiche technique
Sauf indication contraire, les informations mentionnées dans cette section peuvent être confirmées par la base de données cinématographiques IMDb,  présente dans la section « Liens externes ».
- Titre : Monster
- Réalisation : Anthony Mandler
- Scénario : Colen C. Wiley, Janece Shaffer et Radha Blank d'après le roman de Walter Dean Myers
- Musique : n/a
- Direction artistique : Gonzalo Cordoba
- Décors : Jeremy Reed
- Costumes : Mobolaji Dawodu
- Photographie : David Devlin
- Montage : Joe Klotz
- Production : Aaron L. Gilbert, Mike Jackson, Tonya Lewis Lee, Edward Tyler Nahem et Nikki Silver
- Société de production : Tonik Productions, Charlevoix Entertainment, Bron Studios et Get Lifted Film Company
- Société de distribution : Netflix
- Pays :  États-Unis
- Langue : anglais
- Format : couleur — 2.39 : 1 — Dolby Digital
- Genre : Drame
- Durée : 98 minutes
- Dates de sortie : 
  - États-Unis : 22 janvier 2018 (festival du film de Sundance)
  - Netflix : 7 mai 2021

## Distribution
- Kelvin Harrison Jr. (VF : Théo Gebel) : Steve Harmon
- Jennifer Hudson (VF : Corinne Wellong) : Mme Juanitta Harmon
- Jeffrey Wright (VF : Jean-Louis Faure) : M. Fredrick Harmon
- Jennifer Ehle (VF : Anne Rondeleux) : Maureen O'Brien
- Tim Blake Nelson (VF : Laurent Morteau) : Leroy Sawicki
- ASAP Rocky (VF : Mike Fédée) : James King
- Paul Ben-Victor (VF : Vincent Violette) : Anthony Petrocelli
- John David Washington (VF : Jean-Baptiste Anoumon) : Richard « Bobo » Evans
- Nas : Raymond « Sunset » Green
- Jharrel Jerome (VF : Jhos Lican) : Osvaldo Cruz
- Dorian Missick (en) (VF : Namakan Koné) : Asa Briggs
- Willie C. Carpenter (VF : Thierry Desroses) : le juge
- Rege Lewis : Ernie Ryans
- Jonny Coyne (VF : Pascal Casanova) : l'inspecteur Karyl
- Lovie Simone (VF : Justine Berger) : Renee Pickford
- Liam Obergfoll (VF : Baptiste Mège) : Casper Juenemann
- Mikey Madison : Alexandra Floyd
- Nyleek Moore (VF : Maryne Bertieaux) : Jerry Harmon
- Roberto Lopez : M. Nesbitt

 Source et légende : version française (VF) sur RS Doublage et carton de doublage français de Netflix.

## Accueil

### Accueil critique
Dans le monde anglo-saxon, Monster reçoit de la part du site Metacritic la note de 56⁄100 pour un total de 18 critiques. L’agrégateur Rotten Tomatoes indique, quant à lui, un taux de satisfaction de 70 % et une note de 6,20⁄10 pour un total de 66 critiques. Le consensus des critiques est formulé ainsi :

« Monster aurait bénéficié d’une approche moins autoritaire, mais la performance de Kelvin Harrison Jr. donne à ce drame son poids émotionnel »

— Consensus des critiques, Rotten Tomatoes